# Pseudo-Egesippo
Lo Pseudo-Egesippo (seconda metà IV secolo) è uno pseudonimo per indicare l’autore di una traduzione-rifacimento latino del Bellum Iudaicum di Giuseppe Flavio.
Il nome «Egesippo» compare nella tradizione manoscritta dal IX secolo, mentre nei codici precedenti l’opera circola con il nome di «Josephus». Per alcuni studiosi «Egesippo» sarebbe una corruzione del nome «Josephus», da «ex Iosippo», in riferimento all’autore del testo di partenza, Flavio Giuseppe; tale corruzione si sarebbe poi stabilizzata al sorgere del IX secolo, per distinguere Egesippo (autore della traduzione) da Giuseppe. Altri critici invece, attualmente in posizione minoritaria, ritengono che il nome derivi da un’attribuzione erronea dell’opera allo storico cristiano Egesippo (110-180).

## L'autore
Di una traduzione latina del Bellum Iudaicum si ha notizia nelle Institutiones di Cassiodoro, che già risulta incerto sull’attribuzione e indica come possibili autori Girolamo, Ambrogio e Rufino.
L’attribuzione a Girolamo può essere esclusa in quanto egli stesso, in una sua epistula del 398, sembrerebbe smentire di essere l’autore di una traduzione di Flavio Giuseppe. È probabile che sia Cassiodoro sia Girolamo si riferissero a una seconda traduzione, più letterale e in 7 libri, come riportato da Cassiodoro stesso, attribuita a Rufino.
I primi autori che invece utilizzano con certezza l’opera dello Pseudo-Egesippo, sono, oltre a Quodvultdeus, Isidoro di Siviglia, l’anonimo autore del De situ Hierosolimae, Adamnano e Beda, che individuano l’autore in Iosephus. Nella tradizione manoscritta esiste tuttavia un filone, cronologicamente contemporaneo, che attribuisce l’opera ad Ambrogio, forse sulla base dell’ipotesi formulata da Cassiodoro. Sin dalla fine del XIX secolo, dunque, gli studiosi hanno provato a verificare la paternità del testo analizzandolo nei suoi aspetti intrinseci.

### I primi studi di attribuzione tra XIX e XX secolo
I primi studiosi a sostenere l’identificazione dello Pseudo-Egesippo con Ambrogio furono Hermann Rönsch, Max Ihm, Gustav Landgraf e Carl Weyman, anche se i risultati più convincenti furono di Vincenzo Ussani, che aprì un acceso e proficuo dibattito. Il primo a opporsi a tale identificazione fu Otto Scholtz che, sulla scorta di una vecchia teoria delle origini ebraiche dello Pseudo-Egesippo formulata da Friedrich Vogel, propose come attribuzione alternativa Isacco Giudeo, ebreo convertito vissuto nel III secolo, sostenendo che Ambrogio aveva letto e citato Egesippo.
Negli anni trenta gli studi sulla paternità dell’opera si incentrarono principalmente sull’uso della lingua (lessico, sintassi e clausolae). Gli studiosi che diedero i contributi più importanti in questa stagione furono William Francic Dwyer, Rossella Delaney e soprattutto John Patrick McCormick. Pur essendo in disaccordo riguardo all’identificazione dello Pseudo-Egesippo con Ambrogio, essi dimostrarono l’inequivocabile cultura occidentale e latina dello Pseudo-Egesippo, screditando così l’opzione avanzata da Scholtz.
Negli anni settanta e ottanta del XX secolo, il dibattito venne polarizzato tra i sostenitori di Ambrogio-Isacco Giudeo e quelli che seguirono la nuova proposta di Albert Atwood Bell, come ad esempio Jean-Pierre Callu, che identificarono lo Pseudo-Egesippo con Evagrio di Antiochia o Evagrio Pontico (in virtù della sicura conoscenza del greco dell’autore e di alcuni precisi riferimenti ad Antiochia nel testo). Queste posizioni sono tuttavia prive di una efficace e convincente dimostrazione storico-filologica che possa definitivamente porre fine alla questione.

### Il dibattito attuale
All’inizio del XXI secolo il dibattito sulla paternità ambrosiana è stato rilanciato negli studi di Chiara Somenzi. La studiosa ha riproposto la querelle privilegiando, vista l’assenza di argomenti risolutivi in merito, l'analisi della preparazione classica dello Pseudo-Egesippo, prendendo in considerazione soprattutto la cultura scolastica e biblico-cristiana dell’autore. Sulla base delle affinità culturali tra i due Autori, difficilmente riducibili alla frequentazione di un medesimo cursus studiorum, nonché di numerosi elementi attinti dalla cultura biblico-cristiana, l’analisi di Somenzi evidenzia, pur con qualche criticità, una strettissima correlazione tra le fonti e il pensiero dello Pseudo-Egesippo e di Ambrogio. Lo Pseudo-Egesippo sarebbe quindi un Ambrogio ancora acerbo, ma già in grado di sviluppare coraggiose esegesi, tesi rafforzata dalla “scolasticità” del testo, che farebbe pensare a una non grande distanza cronologica tra la formazione e la composizione dell’opera.
Trattando delle ragioni che avrebbero spinto Pseudo-Egesippo/Ambrogio a scrivere l’opera, Somenzi ipotizza una correlazione con la salita al seggio imperiale di Giuliano detto l’apostata, che, nel 363, tentò di ricostruire il Tempio di Gerusalemme, ridestando la polemica anti-giudaica nel mondo cristiano, vivacissima anche nello Pseudo-Egesippo. Il risultato sarebbe un’opera giovanile, dunque, alla quale Ambrogio non avrebbe in seguito apportato modifiche e che sarebbe stata pubblicata postuma, fin da subito sotto l’autorità di Giuseppe che quindi ha prevalso sul “traduttore”.
Pochi anni dopo, Carson Bay ha riaperto la questione con metodologie e conclusioni molto distanti dalla studiosa italiana. Bay, infatti, ha rilanciato la vecchia ipotesi di Bell circa la possibile identificazione dello Pseudo-Egesippo con Evagrio di Antiochia sulla base della profonda conoscenza della città che traspare dal testo.
Recentemente, questo approccio è stato nettamente respinto da Luciano Canfora, che ha osservato che “se avesse senso un tale criterio, dovremmo spostare il luogo di nascita di Ammiano Marcellino da Antiochia ad Alessandria d’Egitto per effetto dell’ampia e ammirata descrizione di Alessandria […]. Volendo, però, potremmo piazzare anche “Egesippo” ad Alessandria in ragione della fastosa descrizione del suo porto. E il gioco potrebbe continuare, ma forse, andrebbero avvertiti, i neofiti, del fatto che l’impegnato “Egesippo” sta semplicemente imitando le digressioni geografiche dei prediletti storici latini da lui presi a modello […]”.
Canfora, dunque, non solo accoglie le formulazioni di Somenzi sulla cultura di provenienza, ma riconosce Ambrogio in Egesippo sulla base della tradizione manoscritta più autorevole, che appare concorde nell’attribuzione al vescovo di Milano; in diverse opere successive, Ambrogio avrebbe, inoltre, esplicitamente echeggiato il suo scritto giovanile.
Fatte queste premesse, Canfora confuta quindi le altre ipotesi avanzate, poiché nessuna sarebbe basata su uno studio attento della tradizione, ma su mere congetture. In primo luogo, lo studioso barese respinge in modo definitivo l’ipotesi Isacco Giudeo, avanzata per ultimo da Karl Mras, evidenziando come in molti passi del testo l’antigiudaismo dello Pseudo-Egesippo non è né “freddo e distante” come vuole Mras, né riconducibile ad un ebreo cristianizzato, confermando così le analisi di Somenzi.
Per quanto riguarda, invece, l’ipotesi Evagrio di Antiochia, si è già rilevata l’accusa di mancanza di metodo che Canfora muove a Bay, e indirettamente prima di lui a Bell, ironizzando inoltre sul fatto che, sia per Bell sia per Bay, lo Pseudo-Egesippo sarebbe di Antiochia perché nel suo testo vi è una dettagliata descrizione della città, mentre per Mras non lo è, proprio perché nello stesso testo lo Pseudo-Egesippo sbaglia il nome del fiume che bagna Antiochia. Ad ogni modo, oltre a rilevare questo cortocircuito interno, Canfora invita a riflettere sull’inverosimiglianza della proposta: un greco antiocheno avrebbe soggiornato per pochi anni in Italia, per poi tornare, e morire, ad Antiochia; in quei pochi anni “italiani”, avrebbe scritto centinaia di pagine in un latino colmo di citazioni, allusioni e prelievi testuali da Ambrogio (in quantità imponente, benché egli non fosse ancora l’auctoritas che conosciamo), Cicerone, Ennio, Orazio, Ovidio, Sallustio, Tacito, Virgilio, trascurando totalmente, a parte Giuseppe e la Bibbia, la letteratura greca.

## L'opera
Nonostante in passato sia stato considerato una semplice traduzione del Bellum Iudaicum, il testo dello Pseudo-Egesippo può essere considerata un’opera autonoma, viste le numerose interpolazioni e l’intento militante intrinseco.
La narrazione inizia nel II secolo a.C., con le vicende dei fratelli Maccabei, e termina con la conclusione della prima guerra giudaica nel 70 d.C.. All’interno del testo compaiono anche passi estranei al Bellum Iudaicum, come ad esempio il Testimonium Flavianum (presente in un’altra opera di Giuseppe, le Antichità Giudaiche, qui riportato, per la prima volta nelle fonti cristiane, in funzione anti-giudaica), reminiscenze tratte da storiografi latini classici e passi originali dell’autore, come ad esempio i due panegirici sulla gloria di Roma, che testimoniano la fede nell’aeternitas dell’impero.

### Il contenuto
Il testo è composto da cinque libri, scritti in un “elegante latino” che riecheggia continuamente modelli latini classici, quali Sallustio, Virgilio e Tacito. Fine dell’opera è dimostrare come Dio, con la distruzione del Tempio di Gerusalemme, abbia abbandonato gli ebrei come popolo eletto, aprendo così una nuova era della storia umana (IV, 5).
Il primo libro segue in maniera abbastanza fedele il Bellum Iudaicum, per poi distaccarsene con rielaborazioni e integrazioni proprie. Tuttavia, già nel prologo (Prol., 1), lo Pseudo-Egesippo si discosta dal testo di partenza; infatti, prima del suo excursus in cui narra le gesta dei fratelli Maccabei, inserisce un misterioso sermo propheticus che, in maniera apparentemente incoerente, attribuisce l’aggettivo ‘profetico’ al modo di narrare un’opera che dovrebbe essere squisitamente storica. Le interpretazioni al riguardo sono state diverse; Chiara Somenzi rileva come il carattere profetico dell’opera non sia sentito dall’autore come incompatibile con il suo contenuto storico, poiché lo Pseudo-Egesippo identifica i libri dei Maccabei come parola ispirata da Dio e contenuta nei testi biblici: considerazione non scontata, visto che il dibattito sulla loro canonicità non sarebbe cessato fino al XI-XII secolo.
Utilizzando la storia giudaica dei Maccabei e, dunque, sotto l’autorità della parola profetica, l’opera conferma la sua essenza cristiano-militante e la concezione storica anti-giudaica; del resto, il fine appare esplicito sin dal prologo: con la venuta del Cristo ha termine la storia del regno giudaico, ed è proprio con i Maccabei che si chiude il tempo ebraico. Lo Pseudo-Egesippo, a tal proposito, utilizza ampie parti dei libri dei Maccabei in sostituzione o integrazione del testo di Giuseppe, quando questi presenta discrepanze con la propria visione, al fine di rimarcare la polemica antigiudaica.
Nel cuore dell’opera, nel passaggio in cui si descrive la distruzione del Tempio (V, 21), si può ancor meglio osservare come lo Pseudo-Egesippo modifichi radicalmente il testo di Giuseppe; per il primo, infatti, la distruzione del Tempio si deve considerare definitiva, poiché avvenuta per punizione divina a causa dell’uccisione del Cristo da parte degli ebrei: si tratta di un’interpretazione cristiano-militante che, ovviamente, non può essere propria di Giuseppe.
Anche la notizia fornita da Giuseppe sull’intervento di Tito contrario alla distruzione del Tempio viene manipolata dallo Pseudo-Egesippo: nella sua ottica, Tito è, al contrario, lo strumento del volere di Dio per punire i giudei; è evidente, allora, come lo Pseudo-Egesippo tagli, cambi e interpoli apertamente al fine di rendere univoco e lineare il disegno divino, senza permettere ad alcun ostacolo di frapporsi.
Sono dunque molti i punti in cui lo Pseudo-Egesippo accorcia o allunga il testo di partenza; l’ampliamento, all’inizio del V libro, in cui lo Pseudo-Egesippo inneggia alle vittorie militari romane conseguite in Britannia e in Germania (V, 15) è significativo e vistoso, perché apertamente anacronistico e, secondo Canfora, dato il tono palesemente encomiastico del passo, da mettere in relazione al legame di amicizia tra la famiglia di Ambrogio e quella di Teodosio.
Infine, un passo estremamente interessante per capire finalità e modalità di interpolazione dell’opera è quello in II, 12; qui, infatti, lo Pseudo-Egesippo inserisce il Testimonium Flavianum, che non è presente nel Bellum Iudaicum bensì in un’altra opera di Giuseppe, le Antichità Giudaiche. Tale passo, che in Giuseppe costituisce la prima citazione di Gesù Cristo da parte di un autore non cristiano (sebbene gli studiosi ritengano il passo in parte interpolato dai copisti cristiani), viene manipolato dallo Pseudo-Egesippo in chiave antigiudaica.
L’opera ha dunque un preciso impianto teorico-filosofico, una “filosofia della storia in chiave oltranzisticamente cristiana”, ed utilizza fonti e schemi della storiografia latina classica (ad es. l’uso dell’oratoria recta), per piegare il testo di Giuseppe e trasformarlo in un manifesto cristiano e anti-giudaico.

### Il problema del titolo e le edizioni critiche
L’opera presenta delle criticità filologiche già a partire dal titolo; alcuni tra i più antichi testimoni riportano il titolo De excidio Hierosolymitano, adottato da alcuni editori, mentre più recentemente, vista la discordanza della tradizione, si utilizza più comunemente il più neutro Historiae libri V.
A causa della trascuratezza che, per lungo tempo, ha avvolto lo Pseudo-Egesippo, nonostante la notevole fortuna avuta durante tutto il Medioevo, non sono attualmente disponibili traduzioni complete dell’opera.
Per quanto riguarda le edizioni critiche, oltre al Migne, che lo inserisce in un volume della Patrologia latina dedicato ad Ambrogio, la prima ad essere pubblicata fu quella di Benedikt Niese nel 1894, inserita però all’interno della pubblicazione dell’opera omnia di Flavio Giuseppe, compresi appunto i suoi rifacimenti posteriori.
L’unica edizione critica specificatamente dedicata all’opera dello Pseudo-Egesippo è quella di Vincenzo Ussani che, pubblicata per la prima volta nel 1932 e ristampata più volte in anastatico, rimane il testo imprescindibile da cui partire per ogni studio sullo Pseudo-Egesippo: non solo per il rigore metodologico, ma anche per la presenza di una utile prefazione per una prima problematizzazione della questione e, soprattutto, di preziosi indici, sia in riferimento ai passi di autori a cui lo Pseudo-Egesippo si ispira, sia a passi di autori successivi che citano l’opera. L’edizione di Ussani è stata digitalizzata nell’ambito del progetto digilibLT (Biblioteca digitale di testi latini tardoantichi) dell’Università del Piemonte Orientale, sia pure senza apparato critico, introduzione, note e indici.